# Tweede Kamerverkiezingen in het kiesdistrict Heerlen
Tweede Kamerverkiezingen in het kiesdistrict Heerlen geeft een overzicht van verkiezingen voor de Nederlandse Tweede Kamer in het kiesdistrict Heerlen in de periode 1848-1850.
Het kiesdistrict Heerlen werd ingesteld na de grondwetsherziening van 1848. Tot het kiesdistrict behoorden de volgende gemeenten: Bocholtz, Cadier en Keer, Eygelshoven, Gulpen, Heerlen, Hoensbroek, Hulsberg, Kerkrade, Klimmen, Margraten, Mheer, Nieuwenhagen, Noorbeek, Nuth, Oud-Valkenburg, Rimburg, Schaesberg, Schimmert, Schin op Geul,  Simpelveld, Slenaken, Strucht, Ubach over Worms, Vaals, Valkenburg, Voerendaal, Wijlre, Wijnandsrade en Wittem.
Het kiesdistrict Heerlen koos één lid van de Tweede Kamer.
Legenda
- vet: gekozen als lid van de Tweede Kamer.

## 30 november 1848
De verkiezingen werden gehouden na ontbinding van de Tweede Kamer, na inwerkingtreding van de herziene grondwet.
|                                    | 30 november |
| ---------------------------------- | ----------- |
| Kiesgerechtigden                   | 759         |
| Opkomst                            | 516         |
| Geldige stemmen                    | 506         |
| Blanco stemmen                     | 6           |
| Kandidaten                         |             |
| J.L.T.A.L. van Scherpenzeel-Heusch | 516         |
| C. de Limpens                      | 120         |
| J.J.F.M.H. Corneli                 | 17          |

## 29 januari 1849
Jan van Scherpenzeel-Heusch was bij de verkiezingen van 30 november 1848 gekozen in twee kiesdistricten, Heerlen en Sittard. Hij opteerde voor Sittard, als gevolg waarvan in Heerlen een naverkiezing gehouden werd.
|                             | 29 januari |
| --------------------------- | ---------- |
| Kiesgerechtigden            | 759        |
| Opkomst                     | 392        |
| Geldige stemmen             | 388        |
| Blanco stemmen              | 4          |
| Kandidaten                  |            |
| L.L.G.M. de Villers de Pité | 200        |
| J.W. Kerckhoffs             | 81         |
| J.J.F.M.H. Corneli          | 58         |
| C. de Limpens               | 24         |
| W. Sassen                   | 16         |
| J.M. Swart                  | 8          |

## Opheffing
In 1850 werd het kiesdistrict Heerlen samengevoegd met het kiesdistrict Maastricht, dat werd omgezet in een meervoudig kiesdistrict.